# Sulcozoa
Embranchement
Les Sulcozoa sont un embranchement de protozoaires du sous-règne des Sarcomastigota.

## Description
Cet embranchement englobe quatre catégories de protistes contrastés, chacun possédant ancestralement une rainure ou une ouverture ventrale et une pellicule dorsale semi-rigide, dont la plupart (contrairement aux Loukozoa) ont également des pseudopodes à pointe ventrale.
La première catégorie concerne les flagellés biciliés glissants à rainures ventrales, qui appartiennent à deux classes : les Thecomonadea avec des pseudopodes filiformes ventraux, et les Glissodiscea comprenant des cellules aplaties sans pseudopodes.
La deuxième catégorie regroupe des amibes filiformes avec une pellicule dorsale rigide et une ouverture ventrale circulaire émettant des pseudopodes.
La troisième est la classe de flagellés nageurs des Diphyllatea avec une rainure émettrice de pseudopodes.
La dernière contient les amibes semi-anaérobies (Breviatea) qui n'ont qu'un seul cilium antérieur et un sillon réduit à deux micro-sillons par une énorme expansion de la masse pseudopodiale ou perdue.

## Systématique
Le nom valide complet (avec auteur) de ce taxon est Sulcozoa Cavalier-Smith, 2013.

### Liste des classes
Selon l'IRMNG (12 avril 2025) :
Sous-embranchement des Apusozoa
- Breviatea
- Thecomonadea

Sous-embranchement des Varisulca
- Diphyllatea
- Glissodiscea
- Hilomonadea

### Publication originale
- (en) Thomas Cavalier-Smith, « Early evolution of eukaryote feeding modes, cell structural diversity, and classification of the protozoan phyla Loukozoa, Sulcozoa, and Choanozoa », European Journal of Protistology, Elsevier, vol. 49, no 2,‎ 22 octobre 2012, p. 115-178 (ISSN 0932-4739, 1618-0429 et 0932-4739, PMID 23085100, DOI 10.1016/J.EJOP.2012.06.001, lire en ligne).